# Boris Zala
Boris Zala (ur. 9 grudnia 1954 w Zlatych Moravcach) – słowacki politolog, dziennikarz i polityk, poseł do Słowackiej Rady Narodowej (1990, 2002–2009), deputowany do Parlamentu Europejskiego VII i VIII kadencji.

## Życiorys
W 1979 ukończył studia na Wydziale Filozofii Uniwersytetu Komeńskiego w Bratysławie. Na przełomie lat 70. i 80. zatrudniony jako dziennikarz radiowy, został zwolniony z powodów politycznych. W 1984 podjął pracę w stołecznym instytucie badawczym zajmującym się rozwojem społecznym i pracy (Výskumný ústav sociálneho rozvoja a práce).
Po aksamitnej rewolucji pełnił obowiązki szefa kancelarii przewodniczącego Słowackiej Rady Narodowej. Związał się z Socjaldemokratyczną Partią Słowacji (SDSS), której był przewodniczącym (1990–1992). Zasiadał również w parlamencie (1990), będąc członkiem prezydium oraz komisji ds. bezpieczeństwa.
Od 1993 pozostawał zatrudniony w telewizji słowackiej, kontynuował również pracę na Uniwersytecie Komeńskiego. W 1999 bez powodzenia kandydował w wyborach prezydenckich. W 2000 został dyrektorem katedry politologii i studiów europejskich na Uniwersytecie Konstantyna Filozofa w Nitrze. W tym samym roku wstąpił do partii Smer, był członkiem jego zarządu. W 2002 ponownie uzyskał mandat posła do Rady Narodowej (reelekcja w 2006). W 2009 został wybrany do Parlamentu Europejskiego jako jeden z pięciu przedstawicieli Smer. Zasiadł w Komisji Spraw Zagranicznych. W 2014 z powodzeniem ubiegał się o reelekcję.
Jest wnukiem Tida J. Gašpara, kierującego urzędem propagandy Pierwszej Republiki Słowackiej (1939–1945).